# Alfredo Piacibello
Alfredo Piacibello (Casale Monferrato, 1º marzo 1912 – Ozzano Monferrato, 28 ottobre 1944) è stato un partigiano e militare italiano.
Di sentimenti antifascisti si unì alle formazioni partigiane operanti nella zona di Casale Monferrato dopo l'armistizio dell'8 settembre 1943. Catturato dopo un combattimento a Castagnone di Pontestura il 28 ottobre 1944 fu fucilato quello stesso giorno a Ozzano Monferrato, e per il coraggio dimostrato in quel frangente gli fu conferita la Medaglia d'oro al valor militare alla memoria.

## Biografia
Nacque a Casale Monferrato il 1 marzo 1912, all'interno di una famiglia di commercianti Dopo aver frequentato le scuole elementari andò a lavorare come apprendista elettricista, e nel 1931 sposò la signorina Maria Borla.. Nel 1938 fu assunto come elettricista presso l'ospedale di Casale Monferrato, ma fu chiamato a prestare servizio di leva nel marzo 1940, inquadrato nell'82ª Compagnia radiotelegrafisti del 2º Reggimento del genio militare. Nel luglio successivo, dopo aver contratto una grave malattia, fu collocato in congedo. Con la proclamazione dell'armistizio dell'8 settembre 1943 fu tra i primi ad aderire al movimento di Resistenza formatosi nel Monferrato. Partigiano combattente appartenente alla Brigata “Fox” della X Divisione Garibaldi “Italia”, operante in Val Cerrina al comando di Rinaldo Ronco (nome di battaglia di “Orlando Orlandi”), fu nominato ispettore militare della Brigata per le sue capacità di organizzatore. Al mattino del 28 ottobre 1944 un nucleo di partigiani della “Garibaldi” uscì in perlustrazione, ma si scontrò a Castagnone di Pontestura con un’ottantina di militi della Brigata Nera di Casale. In inferiorità numerica per uomini e per mezzi i partigiani furono immediatamente circondati da tre lati, e per permettere ai compagni di ritirarsi incolumi, egli affrontò in campo aperto i militi fascisti. Morto in combattimento il collega Guido Bondesan, Alfredo Piacibello fu catturato quasi subito, e sebbene ferito a un ginocchio fu trasportato a Ozzano Monferrato legato per una gamba dietro a un camion, e qui, sul piazzale della stazione, fu messo in scena un processo sommario, al termine del quale fu spogliato, bastonato e deriso. Messo al muro venne ucciso con una scarica di mitra, ma prima di morire riuscì a gridare: Sono contento di quello che ho fatto. Viva l'Italia libera.
In suo onore la Brigata “Fox” si ridenominò da allora in avanti 181ª Brigata Garibaldi “Piacibello”." Dopo la fine della guerra fu decretata la concessione della Medaglia d'oro al valor militare alla memoria, mentre la città di Casale Monferrato gli ha intitolato una via. Il comune di Ozzano Monferrato ne ha onorato la memoria apponendo una lapide ricordo sulla facciata della Banca del Piemonte.

### Annotazioni
1. ↑  Aveva una sorella Rosa, e due fratelli Angelo e Mario.
2. ↑  La coppia ebbe una figlia, Giuseppina.

### Fonti
1. 1 2 3 4 5 6  Giampaolo Pansa, I Figli dell'Aquila, Sperling & Kupfer, Milano, 2014.
2. ↑  Favretto 2009, p. 44.
3. ↑  Favretto 2009, p. 35.
4. ↑  Turchi 2008, p. 22.
5. ↑   Dettaglio decorato, su 193.108.205.15, quirinale.it. URL consultato il 20 luglio 2015 (archiviato dall'url originale il 24 giugno 2016).